# 長崎県道192号瀬浦厳原港線
長崎県道192号瀬浦厳原港線（ながさきけんどう192ごう せうらいづはらこうせん）は、長崎県対馬市を通る一般県道である。

## 概要
長崎県対馬市の下島の東西を横断し、対馬市厳原町佐須瀬から対馬市厳原町安神に至る。

### 路線データ
- 起点：対馬市厳原町佐須瀬（長崎県道24号厳原豆酘美津島線交点）
- 終点：対馬市厳原町安神（長崎県道24号厳原豆酘美津島線交点）
- 総延長：14.306 km[1]

## 歴史
佐須瀬から内山を通り、内山峠を越えて長崎県道24号厳原豆酘美津島線に合流し、厳原港に至る路線が一般県道となった。この内山峠を越える道路は、戦時中に林道として開発された路線で、内山から龍良山国有林に通じていたものである。なお、2009年（平成21年）11月に「内山坂トンネル」の供用が開始となり、県道の終点（安神側）が移転した。なお、移転後も旧道は内山峠を越える路線として使用されている。

## 路線状況

### 道路施設

#### トンネル
- 内山坂トンネル：延長:702 m、2008年（平成20年）3月完成、2009年（平成21年）11月供用開始、対馬市[1]

## 地理

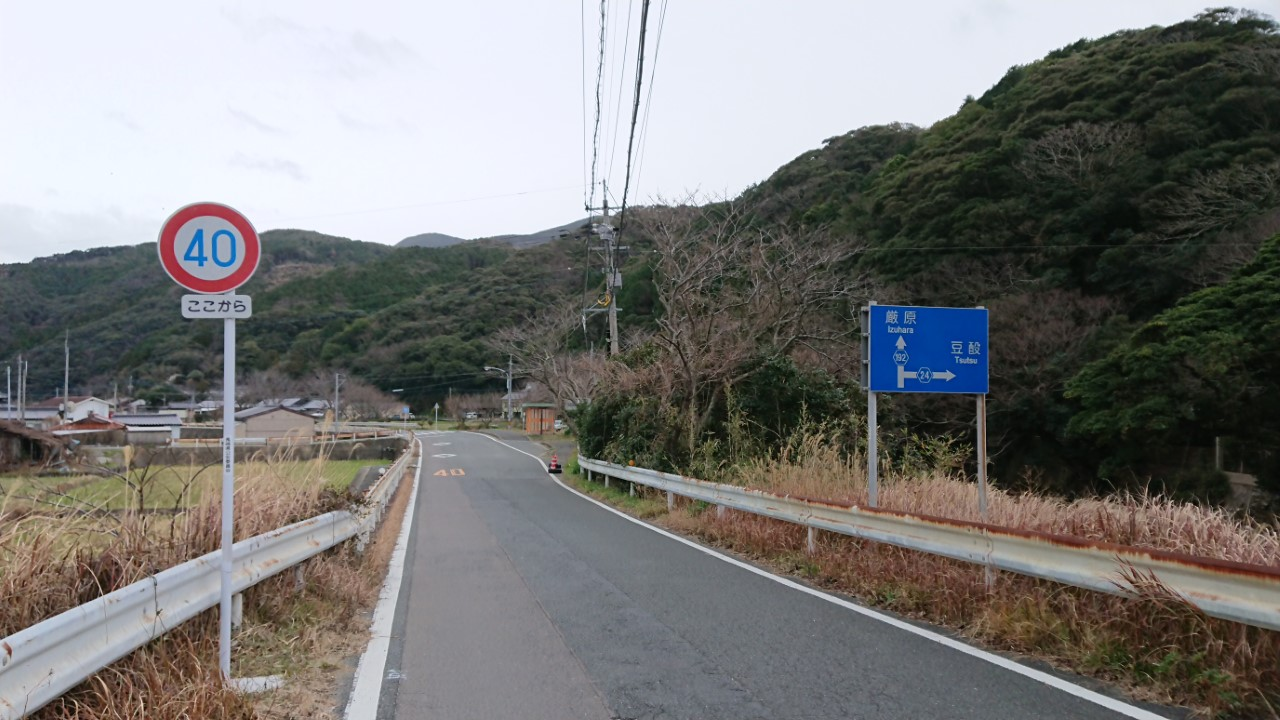
起点（佐須瀬）

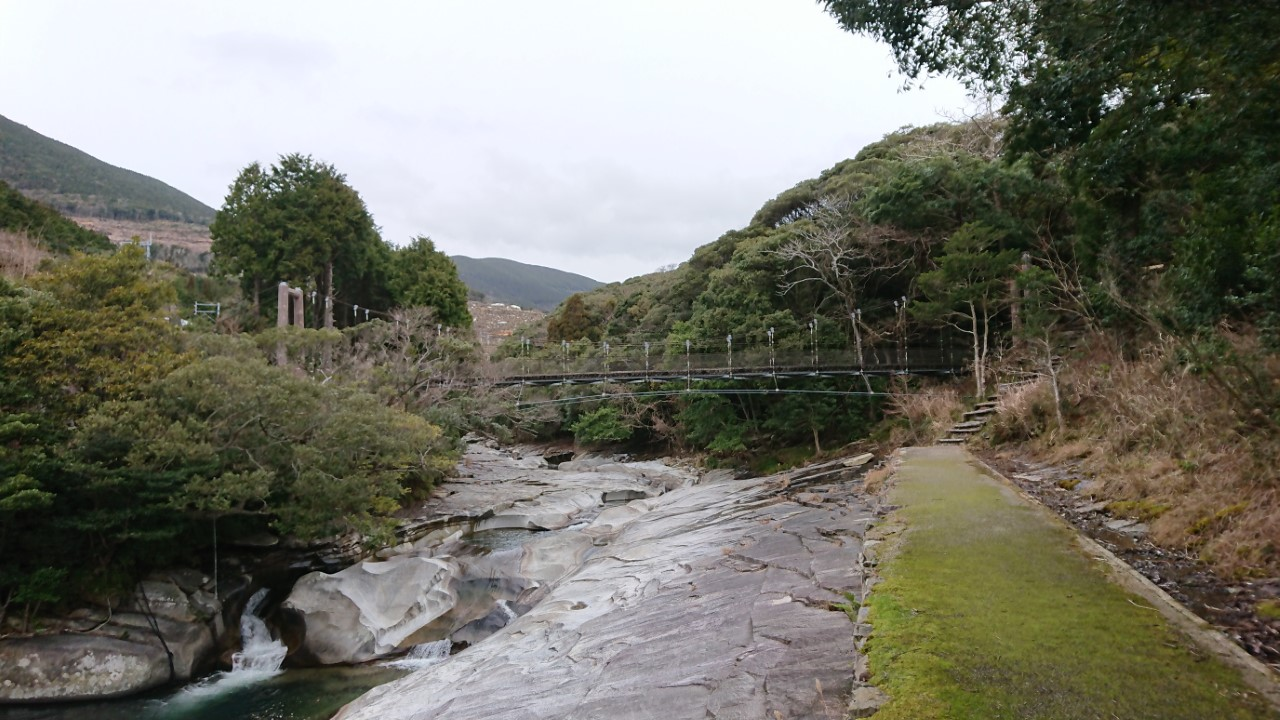
鮎もどし自然公園

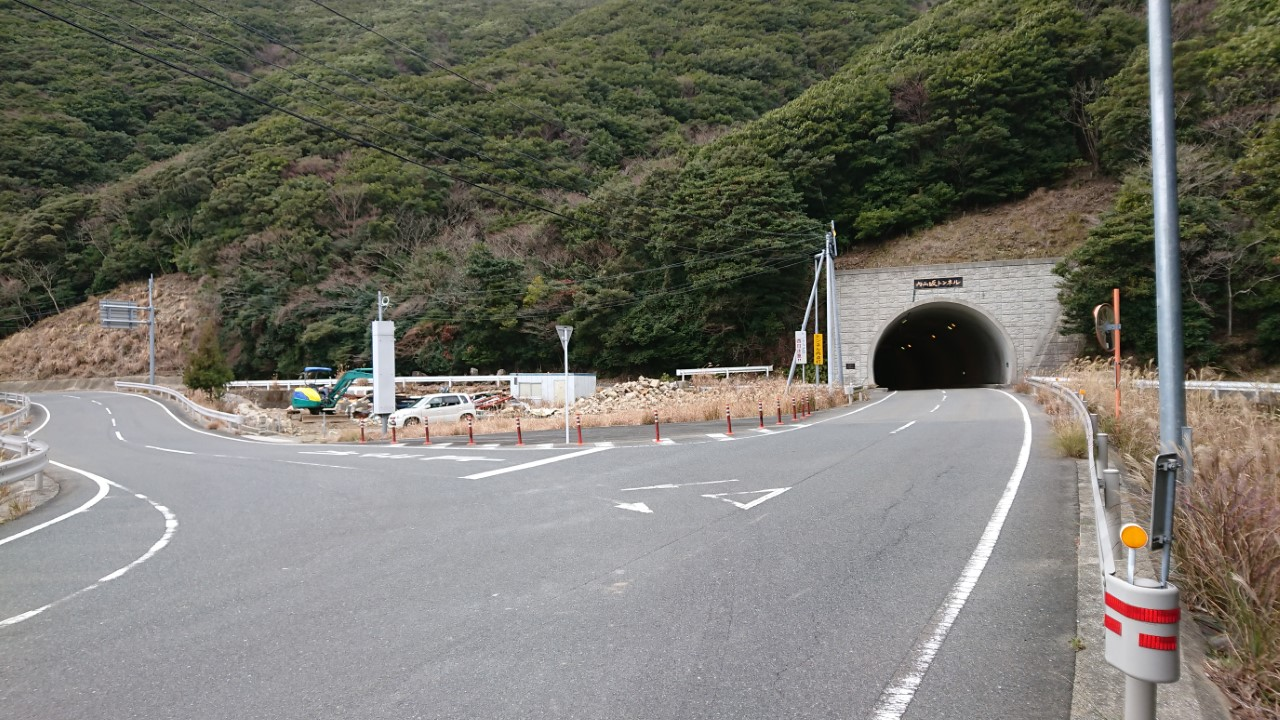
内山坂トンネル

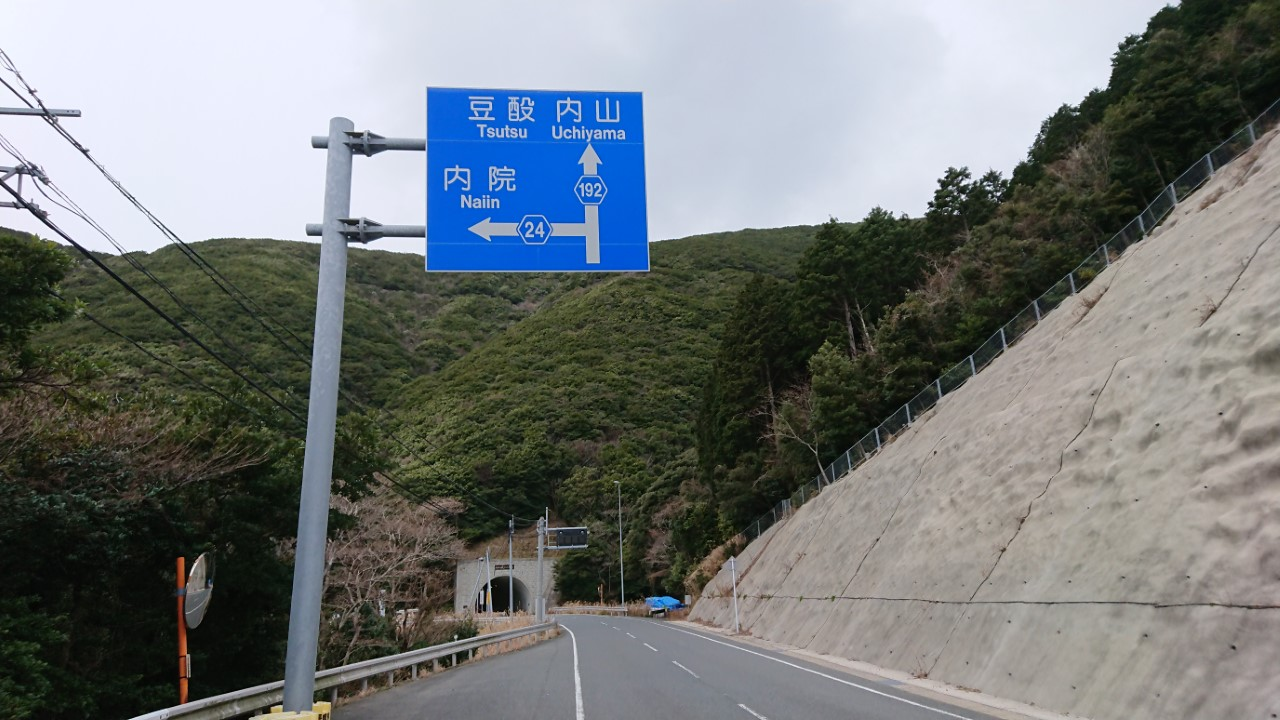
終点（安神）

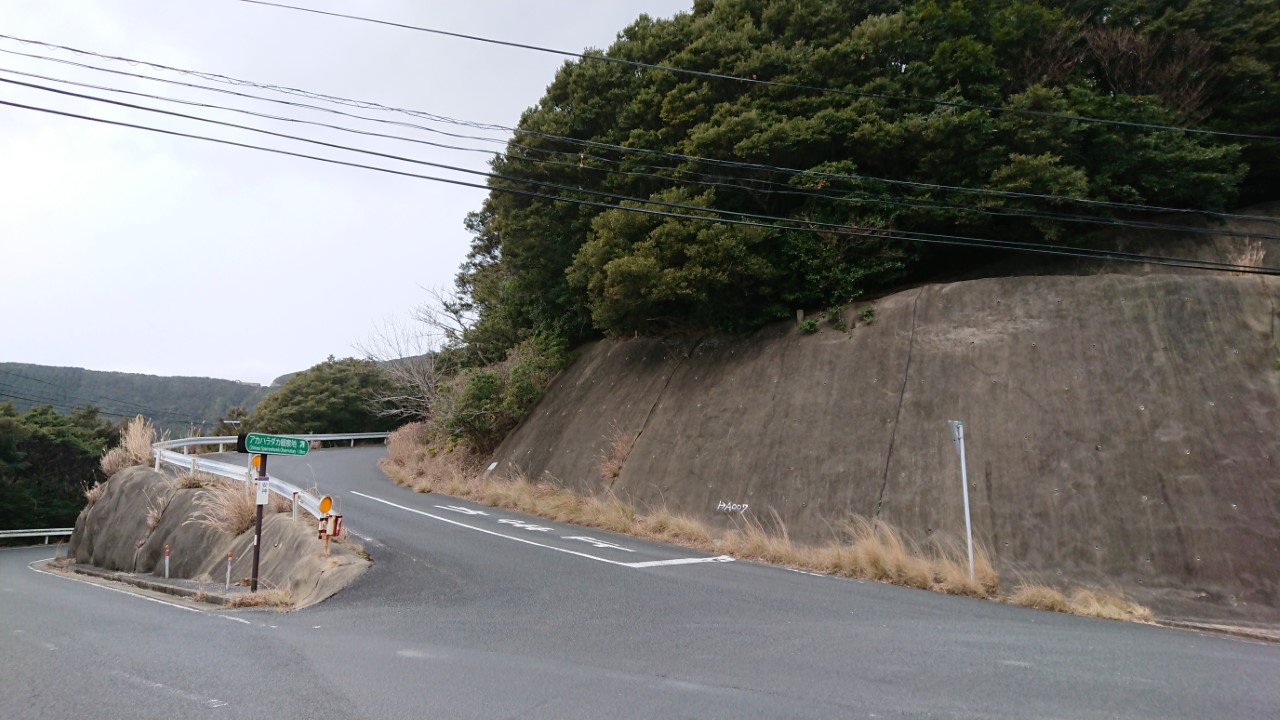
旧・終点（安神）

### 通過する自治体
- 対馬市

### 交差する道路
| 交差する道路                 | 交差する場所 | 交差する場所 |
| ---------------------------- | ------------ | ------------ |
| 長崎県道24号厳原豆酘美津島線 | 厳原町佐須瀬 | 起点         |
| 長崎県道24号厳原豆酘美津島線 | 厳原町安神   | 終点         |

### 交差する河川
- 瀬川

### 沿線
- 木武古婆神社
- 旧・対馬市立久田小学校内山分校
- 鮎もどし自然公園
- 龍良山登山入口
- 旧・対馬市立豆酘小学校瀬分校

## 参考資料
- 「厳原町誌」（1997年（平成9年）3月31日発行、厳原町）P.123 第二編 地誌、第三章 集落・交通
- 「つしま百科」（2011年（平成23年）5月発行,発行:対馬観光物産協会,監修:長崎県対馬振興局）p.205-p.213